# Velgast

Localisation de la commune

Velgast est une commune de l'arrondissement de Poméranie-Occidentale-Rügen au nord-est de l'Allemagne.

## Géographie
Velgast se trouve à environ 25 kilomètres à l'ouest de Stralsund, sur un Geestland.

## Quartiers
- Altenhagen
- Bussin
- Hoevet
- Lendershagen
- Neu Seehagen
- Schuenhagen
- Starkow
- Velgast
- Manschenhagen
- Sternhagen

## Histoire
Velgast est mentionnée pour la première fois dans un document officiel en 1242.